# Treasure (альбом Cocteau Twins)
Treasure (рус. Сокровище) — третий студийный альбом шотландской этериал-вейв-группы Cocteau Twins, выпущенный 1 ноября 1984 года.
Альбом достиг позиции № 29 в британском чарте UK Albums Chart, став первым для группы диском попавшим в UK Top 40 album, где продержался восемь недель. Он также стал одним из самых успешных релизов группы, хотя группа считала его недоработанным. Трек «Lorelei» стал второстепенным танцевальным хитом середины 1980-х годов.

## Об альбоме
Альбом был записан с августа по сентябрь 1984 года в студиях Palladium Studios (Эдинбург) и Rooster (Западный Лондон).
Руководитель звукозаписывающего лейбла Иво Уоттс-Рассел первоначально пытался нанять Брайана Ино и Даниэля Лануа для продюсирования альбома. Однако Ино посчитал, что он не нужен группе, и в итоге продюсером стал Гатри. Обозреватель журнала Pitchfork отметил, что драм-машина в альбоме добавила резкости в контраст с эфирным звучанием группы и «ангельским вокалом» Элизабет Фрейзер.
Раймонд говорил о том, что Treasure был поспешным и незаконченным, а Гатри назвал его «выкидышем (абортом)», «нашим худшим альбомом, на целую милю», а период, в который он был создан, «арт-фартовым прерафаэлитом». Тем не менее, как заметил Раймонд, «похоже, он нравится людям больше всего и, вероятно, продается лучше всего».
В марте 2018 года альбом был переиздан на 180-граммовом виниле с использованием новых мастер-записей, созданных из файлов высокого разрешения, перенесенных с оригинальных аналоговых лент.

## Отзывы
Альбом получил положительные отзывы музыкальных критиков, фан-сообщества и интернет-изданий. Многие поклонники считают Treasure лучшей работой группы.
Pitchfork написал, «Третий альбом Cocteau Twins был назван достаточно просто. Treasure (драгоценный) это прилагательное [sic] для бесконечно изобретательных мелодических линий, которые вы найдете в этих песнях, и глагол для того, что вы будете делать с ними в течение многих лет», и отметил, что альбом стал началом «фирменной бесплотности» («signature ethereality») группы Cocteau Twins. Нед Раггетт из AllMusic похвалил его «совершенное разнообразие», сказав: «Treasure оправдывает свое название, как полный и абсолютный триумф». BBC Online написал, «Treasure это то место, где Cocteau Twins впервые сделали все на 100 процентов правильно».
Стив Сазерленд из журнала Melody Maker описал альбом как истинный бриллиант, а голос группы назвал божественным.

### Итоговые списки критиков
Джефф Терих из Treblezine включил диск в свой список лучших альбомов в стиле дрим-поп, заявив: «В отличие от более резких пост-панк альбомов группы, которые появились раньше, „Treasure“ — это упражнение в том, чтобы красота казалась чужой, а отчуждение казалось возвышенным, если на то пошло». Slant Magazine включил альбом под № 74 в список лучших альбомов 1980-х годов, а журнал NME назвал Treasure под № 37 в списке лучших альбомов 1984 года. Pitchfork назвал Treasure под № 98 в список лучших альбомов 1980-х годов.
Джош Джексон из журнала Paste включил альбом под номером 38 в свой список «50 лучших пост-панк альбомов», описав его как «первое полное воплощение эфирного поп-звучания группы». PopMatters включил его в список «12 важнейших альбомов альтернативного рока 1980-х годов», сказав: «Способность Фрейзер передать свои бессмысленные тексты прозрачным прикосновением мотылька или с мускулами хищного льва просто поразительна». Дженнифер Маковски заключила, что «Treasure — это альбом с метким названием».
Альбом был включен в альманах американских музыкальных критиков 2005 года «1001 альбом, который вы должны услышать, прежде чем умрете». В документальном фильме «Beautiful Noise», посвященном шугейз/дрим-поп, Роберт Смит из The Cure назвал его одним из самых романтичных альбомов, когда-либо записанных.

## Список композиций
Слова и музыка всех песен — Cocteau Twins (Элизабет Фрейзер, Робин Гутри и Уилл Хегги).
| №  | Название              | Длительность |
| -- | --------------------- | ------------ |
| 1. | «Ivo»                 | 3:53         |
| 2. | «Lorelei»             | 3:43         |
| 3. | «Beatrix»             | 3:11         |
| 4. | «Persephone»          | 4:20         |
| 5. | «Pandora (for Cindy)» | 5:35         |

| №  | Название   | Длительность |
| -- | ---------- | ------------ |
| 1. | «Amelia»   | 3:31         |
| 2. | «Aloysius» | 3:26         |
| 3. | «Cicely»   | 3:29         |
| 4. | «Otterley» | 4:04         |
| 5. | «Donimo»   | 6:19         |

## Участники записи
- Элизабет Фрейзер — вокал
- Робин Гутри[англ.] — гитара
- Саймон Рэймонд[англ.] — бас-гитара

## Чарты
| Чарт (1984)                      | Высшая позиция |
| -------------------------------- | -------------- |
| Новая Зеландия (RMNZ)            | 34             |
| Швеция (Sverigetopplistan)       | 32             |
| Великобритания (UK Albums Chart) | 29             |